# Ізабела Моніш
Ізабе́ла Мо́ніш (порт. Isabel Moniz; ? — після 1561) — португальська шляхтянка, коханка португальського короля Жуана ІІІ. Народилася в Лісабоні, Португалія. Донька лісабонського міського голови на прізвисько «Хмурий» (порт. o Carranca). Була покоївкою португальської королеви Елеонори, останньої дружини португальського короля Мануела І в 1517—1521 роках. Зійшлася з Жуаном, коли той ще був принцом Португальським, до його одруження з кастильською інфантою Катериною (1525). Народила від нього двох синів — Мануела, який помер немовлям, і Дуарте, який став архієпископом Бразьким. Після інтронізації й одруження Жуана ІІІ жила окремо від Лісабонського двору, отримувала пенсію. Згодом прийняла чернецтво, мешкала в Порту. У Національному архіві Португалії збереглися 2 її листи від 1554 і 1561 років, адресовані королеві Катерині, дружині Жуана ІІІ. Точна дата і місце смерті невідомі.

## Сім'я
- Коханець: Жуан III (1502—1557), король Португалії (1521—1557)
- Сини:
  - Мануел (?—1521), помер немовлям
  - Дуарте (1521—1543), архієпископ Бразький (1542—1543)